# Halichoeres brasiliensis
Halichoeres brasiliensis es una especie de peces de la familia Labridae en el orden de los Perciformes.

## Alimentación
Come invertebrados bentónicos.

## Distribución geográfica
Es endémico de Brasil.